# Thomas Lemar
Thomas Benoît Lemar (pronunciación en francés: /tɔ.ma ləmɑʁ/; Baie-Mahault, Guadalupe, 12 de noviembre de 1995) es un futbolista francés que juega de centrocampista en el Girona F. C. de la Primera División de España.
Se proclamó campeón del mundo en 2018 con la selección de fútbol de Francia.

## Trayectoria
Después de jugar en las categorías inferiores de este equipo, debutó con el primer equipo durante la temporada 2013-14 en el primer partido de la Ligue 2 contra el Dijon FCO. Aunque no sería hasta la temporada siguiente, después de que su equipo ascendiera a la Ligue 1, donde conseguiría anotar su primer gol como profesional y único que marcaría en este equipo; además de lograr 5 asistencias durante toda la temporada.
Fue traspasado al club de Mónaco. Debutó en un partido oficial con su nuevo club el 22 de agosto de 2015 en el tercer partido de liga frente al Toulouse FC saliendo desde el banquillo y logrando marcar incluso su primer gol en este equipo. Debutó en una competición europea el 17 de septiembre de 2015 contra el RSC Anderlecht en la fase de grupos de la UEFA Europa League. Durante su primera temporada consiguió anotar 5 goles y dar 5 asistencias.
En la temporada 2016-17 consiguió ganar con su equipo la liga francesa, siendo una pieza fundamental para la consecución de este título, que durante las últimas 4 ediciones fueron ganadas por el PSG. Durante esta temporada debutó y consiguió llegar hasta semifinales de la Liga de Campeones de la UEFA, logrando 2 goles en su primera participación en esta competición. Sus registros goleadores y asistentes se triplicaron en esta campaña.
La temporada 2017-18 empezó mal con la derrota contra el PSG por 1-2 en el Trophée des champions.
Durante toda la temporada, el equipo se mostró muy irregular en la liga nacional y quedando eliminado tanto de la Champions League en fase de grupos como en la segunda ronda de la Copa de Francia contra el Olympique de Lyon. Aun así consiguió ser finalista de la Copa de la Liga perdiendo contra el PSG por 0-3.
Los números de goles y asistencias se vieron reducidos debido al juego defensivo que desarrolló el equipo durante la temporada.
El 1 de julio de 2018 fichó por el Atlético de Madrid por un coste aproximado de 70 millones de euros, siendo así el fichaje más caro del club hasta ese momento. El 28 de febrero de 2021, mediante su participación en el partido de liga contra el Villareal, alcanzó la cifra de 100 partidos con el Atlético de Madrid, lo que le permite tener su propia placa en el paseo de leyendas que tiene el Club Atlético de Madrid.[cita requerida]
El 30 de julio de 2025, después de siete años en Madrid en los que disputó 186 encuentros, fue cedido al Girona F. C. por una temporada.

## Selección nacional
Sus primeros dos goles con la selección absoluta los hizo el 31 de agosto de 2017 en la goleada 4 por 0 sobre Países Bajos. Vuelve y marca un gol con la selección el 23 de marzo de 2018 marcando el 2-0 parcial ante la selección de Colombia; al final caerían derrotados por 2 a 3.
Fue convocado para representar a Francia en la Copa Mundial de Fútbol de 2018. Jugó tan solo un partido de la fase de grupos, y se proclamó campeón del Mundo al derrotar Francia por 4-2 a Croacia en la Final.

### Participaciones en Copas del Mundo
| Torneo            | Sede  | Resultado | Partidos | Goles |
| ----------------- | ----- | --------- | -------- | ----- |
| Copa Mundial 2018 | Rusia | Campeón   | 1        | 0     |

### Participaciones en Eurocopas
| Eurocopa      | Sede   | Resultado        | Partidos | Goles |
| ------------- | ------ | ---------------- | -------- | ----- |
| Eurocopa 2020 | Europa | Octavos de final | 1        | 0     |

### Participaciones en Eliminatorias al Mundial
| Eliminatorias                 | Resultado | Partidos | Goles |
| ----------------------------- | --------- | -------- | ----- |
| Eliminatorias Mundial de 2018 | 1.º lugar | 4        | 2     |

### Goles como internacional
| 1. | 31 de agosto de 2017 | Stade de France, Saint-Denis, Francia    | Países Bajos | 2 - 0 | 4 - 0 | Clasificación para el Mundial de 2018 |
| 2. | 31 de agosto de 2017 | Stade de France, Saint-Denis, Francia    | Países Bajos | 3 - 0 | 4 - 0 | Clasificación para el Mundial de 2018 |
| 3. | 23 de marzo de 2018  | Stade de France, Saint-Denis, Francia    | Colombia     | 1-0   | 2–3   | Amistoso                              |
| 4. | 2 de junio de 2019   | Estadio de la Beaujoire, Nantes, Francia | Bolivia      | 1-0   | 2–0   | Amistoso                              |

## Estadísticas

### Clubes
Actualizado al último partido disputado el 10 de mayo de 2025.
| Club | Div.          | Temporada     | Liga  | Liga  | Copas nacionales(1) | Copas nacionales(1) | Copas internacionales(2) | Copas internacionales(2) | Total | Total |
| Club | Div.          | Temporada     | Part. | Goles | Part.               | Goles               | Part.                    | Goles                    | Part. | Goles |
| --- | ------------- | ------------- | ----- | ----- | ------------------- | ------------------- | ------------------------ | ------------------------ | ----- | ----- |
| S. M. Caen Francia | 2.ª           | 2013-14       | 7     | 0     | 3                   | 0                   | ―                        | ―                        | 10    | 0     |
| S. M. Caen Francia | 1.ª           | 2014-15       | 25    | 1     | 1                   | 0                   | ―                        | ―                        | 26    | 1     |
| S. M. Caen Francia | Total club    | Total club    | 32    | 1     | 4                   | 0                   | 0                        | 0                        | 36    | 1     |
| A. S. Monaco F. C. Francia | 1.ª           | 2015-16       | 26    | 5     | 3                   | 0                   | 5                        | 0                        | 34    | 5     |
| A. S. Monaco F. C. Francia | 1.ª           | 2016-17       | 34    | 9     | 5                   | 3                   | 16                       | 2                        | 55    | 14    |
| A. S. Monaco F. C. Francia | 1.ª           | 2017-18       | 30    | 2     | 5                   | 1                   | 3                        | 0                        | 38    | 3     |
| A. S. Monaco F. C. Francia | Total club    | Total club    | 90    | 16    | 13                  | 4                   | 24                       | 2                        | 127   | 22    |
| Atlético de Madrid · España | 1.ª           | 2018-19       | 31    | 2     | 4                   | 1                   | 8                        | 0                        | 43    | 3     |
| Atlético de Madrid · España | 1.ª           | 2019-20       | 22    | 0     | 0                   | 0                   | 7                        | 0                        | 29    | 0     |
| Atlético de Madrid · España | 1.ª           | 2020-21       | 27    | 1     | 1                   | 1                   | 8                        | 0                        | 36    | 2     |
| Atlético de Madrid · España | 1.ª           | 2021-22       | 24    | 4     | 3                   | 0                   | 8                        | 0                        | 35    | 4     |
| Atlético de Madrid · España | 1.ª           | 2022-23       | 27    | 1     | 3                   | 0                   | 2                        | 0                        | 32    | 1     |
| Atlético de Madrid · España | 1.ª           | 2023-24       | 3     | 0     | 0                   | 0                   | 0                        | 0                        | 3     | 0     |
| Atlético de Madrid · España | 1.ª           | 2024-25       | 5     | 0     | 2                   | 0                   | 1                        | 0                        | 8     | 0     |
| Atlético de Madrid · España | Total club    | Total club    | 139   | 8     | 13                  | 2                   | 34                       | 0                        | 186   | 10    |
| Girona F. C. · España | 1.ª           | 2025-26       | 0     | 0     | 0                   | 0                   | ―                        | ―                        | 0     | 0     |
| Girona F. C. · España | Total club    | Total club    | 0     | 0     | 0                   | 0                   | 0                        | 0                        | 0     | 0     |
| Total carrera | Total carrera | Total carrera | 261   | 25    | 30                  | 6                   | 58                       | 2                        | 349   | 33    |
| (1) Incluye datos de Copa de la Liga de Francia, Copa de Francia, Supercopa de Francia y Copa del Rey. (2) Incluye datos de Liga de Campeones de la UEFA, Liga Europa de la UEFA y Supercopa de Europa. |               |               |       |       |                     |                     |                          |                          |       |       |

Fuentes: Soccerway y Footballdatabase

## Palmarés

### Títulos nacionales
| Título                     | Club               | País    | Año     |
| -------------------------- | ------------------ | ------- | ------- |
| Ligue 1                    | A. S. Monaco F. C. | Francia | 2016-17 |
| Primera División de España | Atlético de Madrid | España  | 2020-21 |

### Títulos internacionales
| Título                 | Club (*)             | País   | Año  |
| ---------------------- | -------------------- | ------ | ---- |
| Copa Mundial de Fútbol | Selección de Francia | Rusia  | 2018 |
| Supercopa de Europa    | Atlético de Madrid   | Tallin | 2018 |

(*) Incluyendo la selección.